# Coppa del Mondo di biathlon 1981
La Coppa del Mondo di biathlon 1981 fu la quarta edizione della manifestazione organizzata dall'Unione Internazionale del Pentathlon Moderno e Biathlon; erano previste soltanto gare maschili.
Furono disputate 10 gare. Nel corso della stagione si tennero a Lahti i Campionati mondiali di biathlon 1981, validi anche ai fini della Coppa del Mondo, il cui calendario non contemplò dunque interruzioni.
Il tedesco orientale Frank Ullrich si aggiudicò la coppa di cristallo, il trofeo assegnato al vincitore della classifica generale. Non vennero stilate classifiche di specialità; Ullrich era il detentore uscente della Coppa generale.

## Risultati
| Data                                 | Località   | Nazione        | Spec. | Primo             | Secondo        | Terzo             |
| ------------------------------------ | ---------- | -------------- | ----- | ----------------- | -------------- | ----------------- |
| 15 gennaio 1981                      | Jáchymov   | Cecoslovacchia | IN    | Terje Krokstad    | Viktor Ciunkel | Jaromír Šimůnek   |
| 16 gennaio 1981                      | Jáchymov   | Cecoslovacchia | SP    | Kjell Søbak       | Viktor Avdeev  | Hans Åhman        |
| 22 gennaio 1981                      | Anterselva | Italia         | IN    | Eirik Kvalfoss    | Toivo Mäkikyrö | Anatolij Aljab'ev |
| 24 gennaio 1981                      | Anterselva | Italia         | SP    | Anatolij Aljab'ev | Pёtr Miloradov | Bernd Hellmich    |
| 29 gennaio 1981                      | Ruhpolding | Germania Ovest | IN    | Vladimir Alikin   | Frank Ullrich  | Anatolij Aljab'ev |
| 31 gennaio 1981                      | Ruhpolding | Germania Ovest | SP    | Frank Ullrich     | Peter Angerer  | Eirik Kvalfoss    |
| Campionati mondiali di biathlon 1981 |            |                |       |                   |                |                   |
| 12 febbraio 1981                     | Lahti      | Finlandia      | IN    | Heikki Ikola      | Frank Ullrich  | Erkki Antila      |
| 14 febbraio 1981                     | Lahti      | Finlandia      | SP    | Frank Ullrich     | Erkki Antila   | Yvon Mougel       |
| 4 marzo 1981                         | Hedenäset  | Svezia         | IN    | Fritz Fischer     | Peter Angerer  | Franz Bernreiter  |
| 5 marzo 1981                         | Hedenäset  | Svezia         | SP    | Eirik Kvalfoss    | Peter Angerer  | Fritz Fischer     |

Legenda:

IN = individuale

SP = sprint

## Classifiche

### Generale
| Pos. | Nome              | Nazione          | Punti |
| ---- | ----------------- | ---------------- | ----- |
| 1    | Frank Ullrich     | Germania Est     | 140   |
| 2    | Anatolij Aljab'ev | Unione Sovietica | 130   |
| 3    | Kjell Søbak       | Norvegia         | 127   |
| 4    | Eirik Kvalfoss    | Norvegia         | 120   |
| 5    | Peter Angerer     | Germania Ovest   | 117   |